# Birobidzjan
Birobidzjan (ryska: Биробиджан; jiddisch: ביראָבידזשאַן) är huvudstad i Judiska autonoma länet i sydöstra Sibirien.
Invånarantalet var 74 777 i början av 2015. Stadens namn kommer från de två floderna som staden är byggd vid, Bira och Bidzjan. Staden ligger nära Transsibiriska järnvägen.
Ibland benämns hela länet Birobidzjan efter huvudorten.

## Befolkningsutveckling
| År   | Befolkning | Ref            |
| ---- | ---------- | -------------- |
| 1926 | 831        | [källa behövs] |
| 1939 | 29 648     |                |
| 1959 | 40 667     |                |
| 1961 | 49 000     | (uppskattning) |
| 1970 | 55 724     |                |
| 1975 | 88 885     |                |
| 1989 | 83 667     |                |
| 2002 | 77 250     | folkräkning    |
| 2010 | 75 413     | folkräkning    |
| 2021 | 70 064     | [ 4 ]          |

## Vänorter
Birobidzjan har följande vänorter:
- Beaverton, USA
- Hegang, Kina
- Ma'alot-Tarshiha, Israel
- Niigata, Japan
- Yichun, Heilongjiang, Kina

Birobidzjan har även relationer med:
- Uijeongbu, Sydkorea

## Bilder

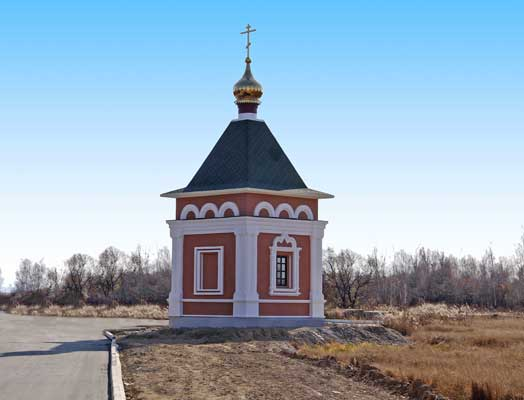
Allhelgonakapellet i Birobidzjan.